# Mark Pavelich
Mark Thomas Pavelich (Eveleth, 28 februari 1958 - Sauk Centre, 4 maart 2021) was een Amerikaans ijshockeyer. 
Tijdens de Olympische Winterspelen 1980 in eigen land won Pavelich samen met zijn ploeggenoten de gouden medaille. 
In 1980 tekende Pavelich voor de NHL-club New York Rangers.